# Mîkolaiivske, Romnî
Mîkolaiivske (în ucraineană Миколаївське) este un sat în comuna Hrîșîne din raionul Romnî, regiunea Sumî, Ucraina.

## Demografie
Componența lingvistică a localității Mîkolaiivske
     Ucraineană (100%)
Conform recensământului din 2001, toată populația localității Mîkolaiivske era vorbitoare de ucraineană (100%).